# Aleksej Čeremisinov
Aleksej Borisovič Čeremisinov (in russo Алексей Борисович Черемисинов?; Mosca, 9 luglio 1985) è uno schermidore russo.

## Biografia
Ha vinto la medaglia d'oro nel fioretto individuale ai Campionati mondiali nel 2014.

Ai campionati europei di scherma nel fioretto individuale ha conquistato l'oro nel 2012, l'argento nel 2013 e nel 2014 e il bronzo nel 2011, mentre a squadre ha vinto l'argento nel 2007 e nel 2010, ed il bronzo nel 2008, nel 2011 e nel 2014.
Nel 2016 ha vinto l'oro nel fioretto a squadre ai Giochi Olimpici di Rio de Janeiro 2016.

## Palmarès
- Olimpiadi

Rio de Janeiro 2016: oro nel fioretto a squadre.
- Mondiali

Kazan 2014: oro nel fioretto individuale.
Mosca 2015: argento nel fioretto a squadre.
Wuxi 2018: bronzo nel fioretto a squadre.
- Europei

Gand 2007: argento nel fioretto a squadre.
Kiev 2008: argento nel fioretto a squadre.
Lipsia 2010: argento nel fioretto a squadre.
Sheffield 2011: bronzo nel fioretto individuale e nel fioretto a squadre.
Legnano 2012: oro nel fioretto individuale.
Zagabria 2013: argento nel fioretto individuale.
Strasburgo 2014: argento nel fioretto individuale e bronzo nel fioretto a squadre.
Montreux 2015: argento nel fioretto a squadre.
Toruń 2016: oro nel fioretto a squadre.
Tbilisi 2017: argento nel fioretto a squadre.
Novi Sad 2018: oro nel fioretto individuale e nel fioretto a squadre.
Düsseldorf 2019: bronzo nel fioretto individuale.